# قنطريون صغير
قنطريون صغير  هو جنس من 20 نوعًا في الفصيلة الجنطيانية الجنس على اسم قنطور جرون المشهور في الأساطير اليونانية لمهارته في الأعشاب الطبية. توجد في جميع أنحاء أوربة وآسيا.